# Babesia caballi
Babesia caballi (Nuttall & Strickland, 1910) è un protozoo parassita trasmesso dalle zecche.
La specie colpisce prevalentemente i cavalli, ma anche altri equini come gli asini, i muli e le zebre. La B. caballi provoca una malattia parassitaria il cui quadro clinico è caratterizzata da febbre, emoglobinuria, anemia ed ittero, con un periodo di incubazione di circa 10 - 30 giorni.

## Biologia
Il ciclo riproduttivo di B. caballi, così come per le altre specie del genere Babesia, è caratterizzato da due fasi alterne. Nella prima fase, asessuata, il protozoo infetta gli eritrociti dell'animale nei quali si moltiplica per scissione binaria. La seconda fase, sessuata, avviene invece all'interno delle zecche, cioè i vettori dell'infezione; per cui, affinché la fase possa avere inizio, è necessario che la zecca venga a contatto diretto col sangue del cavallo infetto, cibandosene. Nel corpo dell'insetto il parassita si riproduce molto rapidamente, infestandolo. B. caballi, attraverso l'intestino della zecca, raggiungono le ovaie e successivamente le ghiandole salivari.